# Hélio Gracie

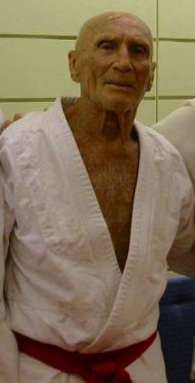
Gracie in 2004

Hélio Gracie (Belém, 1 oktober 1913 – Petrópolis, 29 januari 2009)  was de grondlegger van het Gracie Jiu Jitsu, ook wel Braziliaans jiujitsu (BJJ) genoemd. Hij was meester in deze discipline en wordt beschouwd als een van de grootste sporthelden van Brazilië.
Hij werd door Black Belt Magazine uitgeroepen tot man van het jaar 1997. Gracie is de vader van verschillende bekende vechters als Rickson Gracie, Royler Gracie, Royce Gracie en de oprichter van het Ultimate Fighting Championship (UFC), Rorion Gracie.
Het langste gevecht uit de geschiedenis van de MMA vond in mei 1955 plaats tussen Hélio Gracie (65 kg) en zijn vroegere leerling Waldemar Santana (95 kg). Gracie verloor de partij na 225 minuten.